# Mezei menta
A mezei menta (Mentha arvensis) az ajakosvirágúak (Lamiales) rendjén belül az árvacsalánfélék (Lamiaceae) családjába tartozó faj.

## Előfordulása
Gyakori növény. Útszéleken, árokpartokon, nedves réteken nő. Szinte egész Eurázsiában elterjedt. Magyarországon vadon terem.

## Megjelenése
15-50 centiméter magas, évelő növény. Szára négyszögletes, levélcsúcsban végződik, néha elhajlik, vagy a földön hever. Levelei lándzsa, vagy tojásdad alakúak, szélükön enyhén fogazottak, keresztben átellenes állásúak. Virágai lilás-rózsaszínűek, gömb alakú álörvekbe rendeződnek a felső levélpárok levélhónaljában, de többnyire nem a hajtásvégeken. Az egész növény aromás illatú, és fehér, puha szőrös. Július és szeptember között virágzik, termései makkocskák, melyekből virágonként négy fejlődik.

## Hatóanyagai
Kevés mentolt tartalmaz, ezért a belőle készült teának a borsmentával ellentétben csak nagyon enyhe mentol íze van.
A friss virágzó részeiből vízgőzdesztillációval illóolajat nyernek ki, melyből kristályosítással a mentol egy részét eltávolítják, így kapják a csökkentett mentoltartalmú mezei mentaolajat. A 0,1-1%-os illóolaj fő alkotórészei a mentol, menton és mentilacetát, valamint tartalmaz még flavonidokat és cserzőanyagokat is.

## Gyógyhatásai
Gyomor- és bélpanaszok kezelésére (görcsoldó, szélhajtó), valamint megfázás esetén inhalálásra, toroköblögetésre, fog- és szájüregi megbetegedések kezelésére használják. Antimikrobiális, gyulladáscsökkentő, helyi érzéstelenítő.

### Előfordulása a gyógyszerkönyvben
Csökkentett mentol tartalmú mezei mentaolaj. (Menthae arvensis aetheroleum partim mentholi privum [Ph. Hg.VIII. - 04/2002:1838 (2004)].